# Eubie Blake
James Hubert "Eubie" Blake, född 7 februari 1887 i Baltimore, Maryland, död 12 februari 1983 i New York, var en amerikansk pianist och kompositör inom genrerna ragtime och jazz. 1921 skrev han, tillsammans med Noble Sissle, broadwaymusikalen "Shuffle Along", vilken bland annat innehöll hitlåten "I'm Just Wild About Harry". 1978 framfördes broadwaymusikalen "Eubie!" till hans minne.
Hans kompositioner, tillsammans med Sissle eller Andy Razaf, har framförts av en rad andra musiker - som exempelvis "Memories of You" (Blake, Razaf) som spelats in av Teddy Wilson, Duke Ellington, Lionel Hampton, Benny Goodman, Coleman Hawkins, Art Tatum med flera.